# U Scorpii
U Scorpii är en av cirka 10 kända rekurrenta novor i Vintergatan. Den ligger i stjärnbilden Skorpionen och har haft observerade utbrott 1863, 1906, 1936, 1945, 1969, 1979, 1987, 1999 och 2010. Den upptäcktes av den brittiske astronomen Norman Robert Pogson.
Utbrottet den 28 januari 2010 hade förutsagts att inträffa i april 2009 ± 1,0 år, baserat på observationer efter avklingandet 1999. 
Stjärnan är normalt av visuell magnitud +19,3 och kan vid utbrotten nå magnitud 7,5. Den är också en förmörkelsevariabel med perioden 1,2305522 dygn.